# Apodeipnon
Apodeipnon oder Apodipnon (griechisch Ἀπόδειπνον) bezeichnet im byzantinischen Ritus der orthodoxen Kirchen und der katholischen Ostkirchen das Stundengebet, das zum Abschluss des Tages (wörtlich „nach dem Essen“) vor der Nachtruhe gehalten wird. Die entsprechende Hore der westkirchlichen Tradition ist die Komplet.
Man unterscheidet zwischen zwei grundsätzlichen Formen, dem „Kleinen Apodeipnon“, das in Klöstern täglich benutzt wird, und dem „Großen Apodeipnon“, das mancherorts in Klöstern, aber auch in Pfarrkirchen im Zusammenhang mit bestimmten Festen und Fastenzeiten gehalten wird.

## Aufbau

### Das Kleine Apodeipnon
Das Kleine Apodeipnon, ist das Stundengebet, das in klösterlichen Gemeinschaften den meisten Nächten des Jahres gebetet wird, d. h. in allen Nächten, in denen nicht das Große Apodeipnon vorgesehen ist. Wenn in der Nacht zum Sonntag oder vor Festen Vigilien gehalten werden, wird das Kleine Apodeipnon entweder privat gelesen oder ganz weggelassen.
Im Aufbau entspricht es im Wesentlichen dem dritten Teil des Großen Apodeipnon, lediglich die zwei Psalmen der Psalmodie des dritten Teils werden durch Hinzunahme des Psalms 50 (51) aus der Psalmodie des zweiten Teils des Großen Apodeipnons zur Dreiergruppe komplettiert, und das Glaubensbekenntnis aus dem ersten Teil wird an die Doxologie angeschlossen.

### Das Große Apodeipnon
Das Große Apodeipnon wird zu folgenden Gelegenheiten gehalten:
- In der Nacht vor einigen Großen Festen (Christi Geburt, Theophanien und Verkündigung des Herrn), als Teil der Vigil.
- Am Dienstag und Donnerstag in der Woche vor der Großen Fastenzeit.
- Montags bis freitags in den Wochen der Großen Fastenzeit (mit einzelnen Ausnahmen).
- Am Montag und Dienstag der Heilige und Hohe Woche (Karwoche).
- Montag bis Freitag während der kleineren Fastenzeiten (Apostelfasten, Marienfasten, Philippusfasten) – mancherorts aber auch nur in der ersten Nacht der jeweiligen Fastenzeit.

| Kleines Apodeipnon | Großes Apodeipnon |
| --- | --- |
| | I. TEIL |
| Eingangssegen | Eingangssegen |
| | Psalmodie - „Kommt, lasset uns anbeten“ - Psalmen 4, 6, 12 (13) - Psalmen 24 (25), 30 (31), 90 (91) In der ersten Woche der Großen Fastenzeit wird zu Beginn der Psalmodie der Psalm 69 (70) und der Bußkanon (Großer Kanon) des Heiligen Andreas von Kreta gesungen (in vier Teilen, jeweils Montag bis Donnerstag).                                        |
| | Lobgesang nach dem Propheten Jesaja „Mit uns ist Gott“ (Jes 8.9) |
| | Abendtroparien „Nachdem dieser Tag vergangen ist“ |
| | Triadischer Hymnus „Die körperlose Natur, die Cherubim, verherrlichen Dich“ |
| | Glaubensbekenntnis |
| | Anrufung der Heiligen „Allheilige Gebieterin, Gottesgebärerin, bitte für uns Sünder.“ Jeder Vers der Bitten wird wechselnd zwischen zwei Chören jeweils zweimal gesungen – während ein Chor singt, verneigt sich der andere. |
| | Trisagion und Vaterunser |
| | Tagestroparien und Theotokion An Festtagen wird das Festtroparion des Tages gesungen, für die Wochentage gibt es im Horologion zwei Gruppen von Troparien, die wechselnd gesungen werden. |
| | Schlussgebete - Kyrie eleison (vierzigmal) - „Geehrter als die Cherubim“ - Gebet des Heiligen Basilius „Herr, o Herr, der du uns errettest vor jedem Pfeil, der am Tage fliegt“ |
| | II. TEIL |
| Psalmodie - „Kommt, lasset uns anbeten“ - Psalm 50 (51) | Psalmodie - „Kommt, lasset uns anbeten“ - Psalmen 50 (51), 101 (102) - Gebet des Manasse (OrMan) |
| | Trisagion und Vaterunser |
| | Bußtroparien und Theotokion „Erbarme dich unser, o Herr“ An Festtagen wird das Kondakion vom Fest gesungen. |
| | Schlussgebete - Kyrie eleison (vierzigmal) - „Geehrter als die Cherubim“ - Gebet des Heiligen Mandarios „Gebieter, Gott Vater, Allherrscher“ |
| | III. TEIL |
| - Psalmen 69 (70), 142 (143) | Psalmodie - „Kommt, lasset uns anbeten“ - Psalmen 69 (70), 142 (143) Der Psalm 69 (70) entfällt hier, wenn er schon im I. Teil vorgetragen wurde. |
| Doxologie | Doxologie Wenn das Große Apodeipnon Teil der Vigil ist, wird es hier beendet und mit der Litia fortgefahren. |
| Glaubensbekenntnis | |
| Kanon Kanon des Tages oder der Gottesgebärerin Axion estin | Kanon Kanon des Tages oder der Gottesgebärerin Axion estin |
| Trisagion und Vaterunser | Trisagion und Vaterunser |
| Troparien und Theotokion An Festtagen wird nur das Kondakion des Festes gesungen, an Samstagen die Hypakoï des Sonntags. An anderen Tagen das Troparion des Kirchenpatrons, das Troparion aus dem Menäon oder, wenn ein solches nicht vorhanden ist, die entsprechenden Troparien aus dem Horologion.                                                        | Psalm 150 mit Kehrvers „Herr der Heerscharen, sei Du mit uns!“ Troparion und Theotokion An Festtagen und Freitagen der Großen Fastenzeit singt man statt des Psalms 150 das Kondakion des Tages. |
| Schlussgebete - Kyrie eleison (vierzigmal) - „O Christus, unser Gott, zu jeder Zeit“ - „Geehrter als die Cherubim“ In der Fastenzeit wird hier das Gebet des Heiligen Ephräm des Syrers eingefügt. - Gebet zur allheiligen Gottesgebärerin von Paul Evergetis - Gebet zu unserem Herrn Jesus Christus von Antiochos von Saba - Gebet des Heiligen Joannikios | Schlussgebete - Kyrie eleison (vierzigmal) - „O Christus, unser Gott, zu jeder Zeit“ - „Geehrter als die Cherubim“ In der Fastenzeit wird hier das Gebet des Heiligen Ephräm des Syrers eingefügt. - Gebet zur allheiligen Gottesgebärerin von Paul Evergetis - Gebet zu unserem Herrn Jesus Christus von Antiochos von Saba - Gebet des Heiligen Joannikios |
| Entlassung | Entlassung An Festtagen und Freitagen entspricht die Entlassung der des Kleinen Apodeipnon – an den übrigen Tagen ist ein längeres Abschlussgebet mit Neigung des Hauptes vorgesehen. |
| Gegenseitiges Vergeben und Ektenie | Gegenseitiges Vergeben und Ektenie In Klöstern folgt oftmals noch ein längeres Gebet, dass aber vielfach von den Mönchen und Nonnen nach dem Gottesdienst in ihren Zellen gebetet wird. |